# Hedjetnebu
Hedjetnebu (ḥḏ.t nbw) va ser una princesa egípcia que va viure durant la V Dinastia. El seu pare era el faraó Djedkare.

## Biografia
Era filla de Djedkare, el vuitè i penúltim governant de la V dinastia. Es desconeix si la seva mare era la consort reial de Djedkares Setibhor o una altra dona. Es coneixen cinc germans o germanastres de Hedjetnebu: els seus germans Isesiankh i Neserkauhor i les seves germanes Kekheretnebti, Mereretisesi i Nebtiemneferes.
Hedjetnebu va ser enterrada a la mastaba K d'Abusir, al sud-est del temple mortuori de Niuserre. Les restes esquelètiques de la princesa mostren que feia 152 cm d'alçada i que va morir quan tenia 18 o 19 anys. Hedjetnebu era germana plena de la princesa Kekheretnebti, que va ser enterrada en una tomba propera. L'examen de les restes esquelètiques mostra que les germanes tenien algunes similituds i estaven relacionades amb Djedkare Isesi. Les evidències mostren que la tomba de Kekheretnebti es va construir primer, seguida aviat per la construcció de la tomba de Hedjetnebu. Un escriva dels fills reials anomenat Idu es va fer construir una tomba poc temps després de la construcció de la tomba per a les princeses.

## Títols
L’únic títol conegut de Hejetnebu és el de Filla del Rei del seu cos.